# Куриловское муниципальное образование (Вольский район)
Куриловское муниципальное образование — сельское поселение в Вольском районе Саратовской области Российской Федерации.
Административный центр — село Куриловка.

## История
Статус и границы сельского поселения установлены Законом Саратовской области от 27 декабря 2004 года № 86-ЗСО «О муниципальных образованиях, входящих в состав Вольского муниципального района».

## Население
| 2010  | 2011  | 2012  | 2013  | 2014  | 2015  | 2016  |
| ----- | ----- | ----- | ----- | ----- | ----- | ----- |
| 1641  | ↘1633 | ↘1549 | ↘1507 | ↘1496 | ↘1465 | ↗1472 |
| 2017  | 2018  | 2019  | 2020  | 2021  |       |       |
| ↗1518 | ↘1510 | ↘1475 | ↘1416 | ↘1375 |       |       |

## Состав сельского поселения
| № | Населённый пункт | Тип населённого пункта       | Население |
| - | ---------------- | ---------------------------- | --------- |
| 1 | Белый Ключ       | село                         | 8         |
| 2 | Горный           | посёлок                      | ↗96       |
| 3 | Елховка          | село                         | ↘209      |
| 4 | Куриловка        | железнодорожная станция      | ↗155      |
| 5 | Куриловка        | село, административный центр | ↗937      |
| 6 | Шировка          | село                         | ↘236      |